# Cissus aphylla
Cissus aphylla là một loài thực vật hai lá mầm trong họ Nho. Loài này được Chiov. miêu tả khoa học đầu tiên năm 1916.